# Multiacceso
Un sistema multiacceso es el que permite a varios usuarios (cada uno desde su terminal) utilizar un mismo ordenador "simultáneamente".
Esta simultaneidad puede ser aparente (si existe un solo procesador cuyo uso se comparte en el tiempo por varios procesos distintos: Monoprocesador) o real (si existen varios procesadores trabajando al mismo tiempo cada uno en un proceso diferente: Multiprocesador).